# جورجي تشيولاك
جورجي تشيولاك (بالرومانية: Gheorghe Ciolac)‏ (10 أغسطس 1908 - 13 أبريل 1965) لاعب كرة قدم روماني راحل كان يجيد اللعب في خط الهجوم.
لعب طوال مسيرته الرياضية في أندية بوليتيهنيكا تيميشوارا (1922-1924) باناتول تيميشوارا (1924-1930) ريبنسيا تيميشوارا (1930-1941).
مثل منتخب رومانيا في 24 مباراة مسجلا 13 هدف (1928-1937). شارك مع منتخب رومانيا في بطولة كأس العالم 1934 في إيطاليا حيث خرج من الدور الثمن النهائي.

## وصلات خارجية
- جورجي تشيولاك على موقع الاتحاد الدولي (مؤرشف)  (الإنجليزية)
- جورجي تشيولاك على موقع قاعدة بيانات كرة القدم.إي يو (الإنجليزية)
- جورجي تشيولاك على موقع ناشيونال فوتبول تيمز (الإنجليزية)
- جورجي تشيولاك على موقع Soccerway.com (الإنجليزية)
- جورجي تشيولاك على موقع عالم كرة القدم.نت (الإنجليزية)

- سيرة ذاتية